# Ventrifossa petersonii
Ventrifossa petersonii är en fiskart som först beskrevs av Alcock, 1891.  Ventrifossa petersonii ingår i släktet Ventrifossa och familjen skolästfiskar. Inga underarter finns listade i Catalogue of Life.